# Noors kreeftje
Noors kreeftje of Noorse kreeft (Nephrops norvegicus), ook wel langoustine of scampo genoemd, is een kreeftachtige uit de orde van tienpotigen.

## Beschrijving
Het is een zeekreeft die 10 tot 24 centimeter groot kan worden en ingegraven leeft in zanderige en modderige bodems tot op een diepte van 800 meter (meestal echter tussen 30 en 200 meter diep).
Noorse kreeften zijn bovenaan en opzij oranje gekleurd en aan de onderzijde wit. Ze zijn betrekkelijk lang en slank vergeleken met andere kreeftensoorten. Het eerste paar pereopoden draagt slanke doch krachtige scharen. De carapax draagt vooraan een scherp rostrum en een paar relatief grote, donkere, niervormige ogen.

## Gebruik door de mens
De Noorse kreeft wordt in de handel vaak aangeduid als 'langoustine'. De kreeft moet niet verward worden met de langoest of hoornkreeft. De Italiaanse benaming voor Noors kreeftje, scampo, wordt in het Nederlands meestal gebruikt voor verscheidene soorten grote garnalen, vaak met een foutief dubbel meervoud (scampi's).
Deze kreeft is commercieel gezien de belangrijkste kreeftsoort in Groot-Brittannië. De bestanden in het noordelijk deel van de Noordzee zijn binnen veilige biologische grenzen.
Bij aankoop moeten ze pikzwarte ogen en een glimmend pantser hebben, anders is de kreeft al aan bederf onderhevig. De meeste worden gepocheerd gegeten, maar ze kunnen ook verwerkt worden in andere gerechten, zoals Spaanse paella.
In de musical 'De Kleine Zeemeermin' is er een personage Guust de lakei die transformeert in een langoustine waarschijnlijk omdat dat past bij zijn gladde, ijdele karakter.